# Clupeoides papuensis
Clupeoides papuensis és una espècie de peix pertanyent a la família dels clupeids.

## Descripció
- Pot arribar a fer 8 cm de llargària màxima.
- 12-18 radis tous a l'aleta dorsal i 16-27 a l'anal.[3][4]

## Alimentació
Menja larves petites d'insectes i zooplàncton.

## Depredadors
A Papua Nova Guinea és depredat per Thryssa scratchleyi.

## Hàbitat
És un peix d'aigua dolça, pelàgic i de clima tropical (4°S-8°S).

## Distribució geogràfica
Es troba a Papua Nova Guinea (rius Fly i Strickland) i Indonèsia (riu Digul a Irian Jaya).

## Observacions
És inofensiu per als humans.